# Alejandro Merletti
Alejandro Merletti (Turín, 1860-Barcelona, 1943) fue un fotógrafo italiano residente en Cataluña.

## Biografía

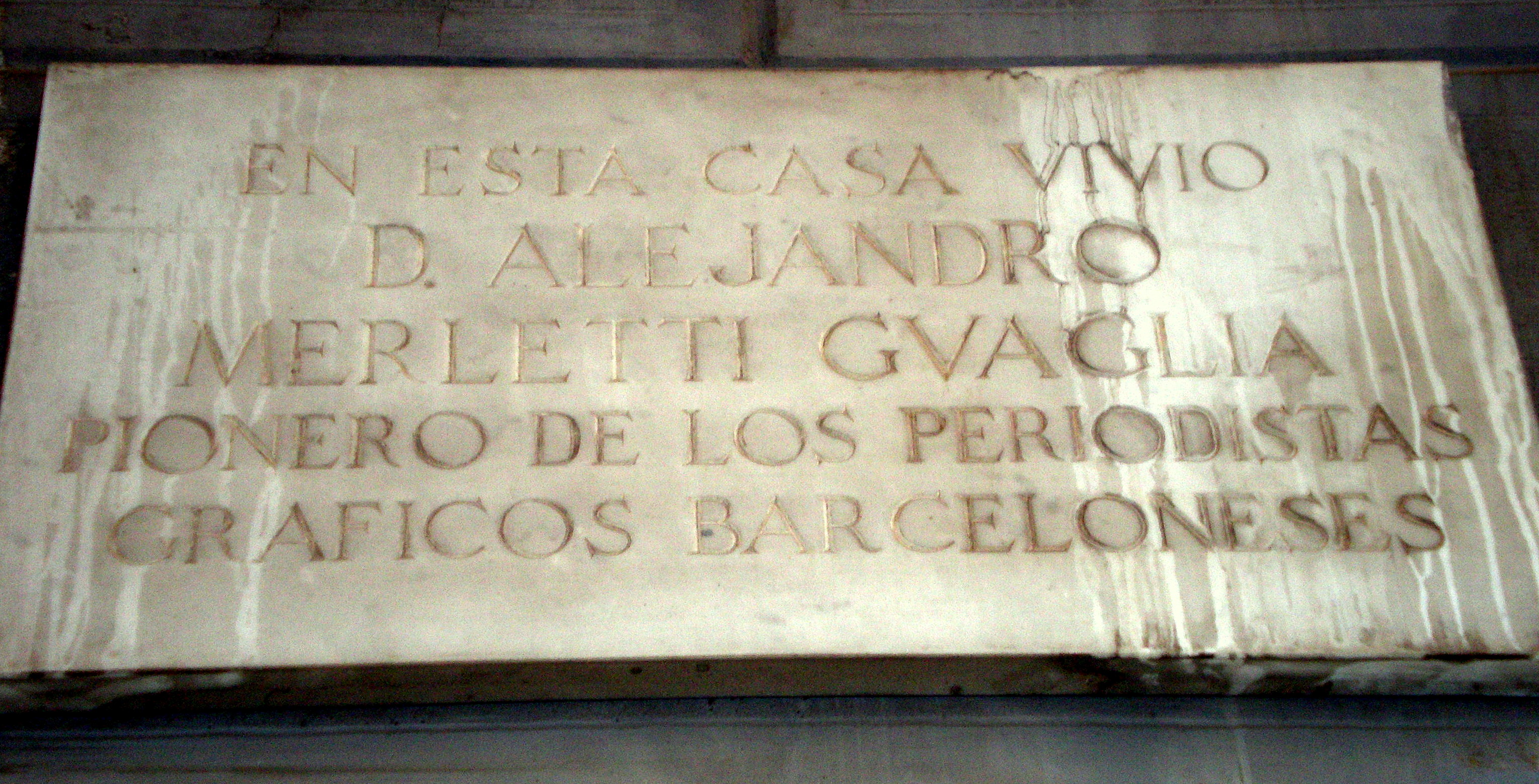
Placa en homenaje a Merletti, en la casa de la calle Tapioles donde residió.

Nació en Italia en 1860, en la ciudad de Turín. Tras la Exposición Universal de 1888 se instalaría en Barcelona. Estuvo activo como fotógrafo ya desde la última década del siglo xix. Fue colaborador de publicaciones periódicas como La Hormiga de Oro, Caras y Caretas, Mundo Gráfico, La Esfera, Crónica, Blanco y Negro, Nuevo Mundo o la revista taurina La Lidia, en esta última entre 1914 y 1916. Padre de Camilo Merletti, también fotógrafo, falleció en Barcelona en agosto de 1943.
En 1969 se le homenajeó con la colocación de una placa en el número 42 de la calle Tapioles, donde vivió. Existe un fondo fotográfico de su obra en el Archivo Histórico Fotográfico del Institut d’Estudis Fotogràfics de Catalunya (IEFC), que consta de instantáneas tomadas entre 1905 y 1953.